# Акрон (Индијана)
Акрон (енгл. Akron) град је у америчкој савезној држави Индијана.

## Демографија
По попису из 2010. године број становника је 1.167, што је 91 (8,5%) становника више него 2000. године.
| Група             | 2000.       | 2010.       |
| Белци             | 907 (84,3%) | 806 (69,1%) |
| Афроамериканци    | 3 (0,3%)    | 0 (0,0%)    |
| Азијати           | 0 (0,0%)    | 0 (0,0%)    |
| Хиспаноамериканци | 158 (14,7%) | 351 (30,1%) |
| Укупно            | 1.076       | 1.167       |